# Julio Flórez
Julio Flórez (Chiquinquirá, Boyacá, 22 de mayo de 1867 - Usiacurí, Atlántico, 7 de febrero de 1923) fue un poeta colombiano. 
Julio Flórez fue el séptimo de los diez hijos del médico liberal Policarpo María Flórez, presidente del Estado Soberano de Boyacá en 1871, y de Dolores Roa de Flórez, dama perteneciente al partido conservador colombiano. Educado bajo estricto control religioso en colegios de Chiquinquirá, nacionalmente conocida como la Villa de los Milagros, y sede de la Orden Dominicana de sacerdotes católicos que administran la fe de los creyentes en el poder sobrenatural de la Virgen del Rosario, Patrona de Colombia. Entre sus hermanos se destacaron el médico Manuel de Jesús, el abogado Leonidas y el ingeniero Alejandro A. Flórez.

## Estudios
A los 7 años escribió sus primeros versos conocidos. Durante 1879 y 1880 continuó sus estudios en el Colegio Oficial de Vélez, donde su padre era rector. En 1881 la familia se trasladó a Bogotá, donde el padre se desempeñó como representante a la Cámara por Boyacá; Julio entró a estudiar literatura en el Colegio Mayor de Nuestra Señora del Rosario y Alejandro A. fue a la Escuela Superior de Ingeniería Civil y Militar, donde cinco años más tarde se graduó como ingeniero. Las guerras civiles que azotaban el país desde los comienzos de la república, incidieron directamente en la población colombiana, afectando su estabilidad socioeconómica y malogrando las probabilidades de educación.
Julio Flórez tuvo que interrumpir sus estudios por esta causa y, dada la condición bohemia de su carácter, nunca retomó la senda académica, no conoció ninguna lengua extranjera y el estudio de los clásicos fue insuficiente como para medirse con algunos de sus contemporáneos que, con mejores oportunidades o mayores intereses culturales, lograron coronar una carrera profesional o, al menos, alcanzar un nivel de educación aceptable para las exigencias capitalinas. En cambio, comenzó a frecuentar los ambientes literarios donde entabló relaciones con personas de gran valor artístico y humano, como el poeta Candelario Obeso, quien no solamente recibió el rechazo general por su raza, sino también por refutar los cánones de vida ordenada impuestos por la Iglesia y la sociedad bogotana.

## Inicio de su carrera
A partir de 1882 Flórez abandonó la casa paterna y pasó a compartir el hogar (y la excelente biblioteca) de su hermano Leonidas, al lado de sus sobrinos Esther y Leonidas Flórez Álvarez. Pero en 1883 la carrera fulgurante de este hombre público (abogado, cónsul y escritor) fue cortada trágicamente durante los disturbios políticos originados por la pugna de los tres candidatos a la Presidencia de la República (Rafael Núñez, José Eusebio Otálora y Solón Wilches), cuando Leonidas fue herido en un mitin armado que se presentó en la Plaza de Bolívar, a causa de cuyas secuelas moriría psicológicamente destruido cuatro años después. En 1884 Candelario Obeso se suicidó y en su sepelio el joven Julio Flórez, de 17 años, exaltó su memoria en versos emocionados. Esta primera irrupción en la tribuna pública marcó el principio de su carrera.
En 1886 su nombre apareció entre los bardos consagrados en la antología poética La Lira Nueva, publicada por José María Rivas Groot. A partir de 1887 y tras la muerte de Leonidas, Julio Flórez dejó la casa fraterna y comenzó una vida independiente, sosteniéndose con el producto de su actividad artística, que en Colombia ha sido siempre mal reputada y peor remunerada. Así, atravesó una larga etapa de hambres de poeta, como él la describiría posteriormente. Su gran orgullo político no le permitió claudicar de sus convicciones liberales para aceptar posiciones ofrecidas por el gobierno conservador, como un puesto en la Biblioteca Nacional o un consulado en el exterior. La racha de infortunios familiares continuó con la tragedia protagonizada por su hermano Alejandro A. en 1891.
En 1892 murió el padre, en medio de hondas amarguras personales y de decepciones políticas producidas por el desastre que, según el partido liberal, significaba el gobierno de la Regeneración. De sus amores juveniles sólo quedan ligeras referencias en su biografía, contadas por su sobrino Leonidas Flórez y por él mismo, en reportaje que le hiciera en Panamá Luis Enrique Osorio, en 1922. Flórez fue un hombre de gran éxito con las mujeres, quienes lo adoraron y muchas estuvieron dispuestas a entregar hasta su honor con tal de conseguir su amor. Pero por la índole incorruptible de su educación católica, parece que tuvo conflictos para deslindar los conceptos de amor carnal versus amor platónico, y las relaciones que sostuvo durante sus 42 años de vida, antes de conocer a su esposa Petrona Moreno Nieto, revistieron siempre un carácter pasajero.

## Biografía
Su padre fue el médico y pedagogo liberal Policarpo María Flórez, presidente del Estado Soberano de Boyacá, y  la madre, doña Dolores Roa de Flórez. Su padre era asiduo lector de Víctor Hugo, legado que les dejó también a sus otros hijos, pues el médico Manuel de Jesús, el abogado Leónidas y el ingeniero Alejandro A., también escribieron poesía. Julio Flórez cursó sus primeros años escolares en Chiquinquirá.
En 1881 la familia se trasladó a Bogotá, donde Julio inició sus estudios de literatura en el Colegio Mayor de Nuestra Señora del Rosario, pero tuvo que suspenderlos por la difícil situación del país, que entraba en una guerra civil. Alejandro A. fue a la Escuela Superior de Ingeniería Civil y Militar, donde cinco años más tarde se graduó como ingeniero.
Dada la condición bohemia de su carácter, nunca retomó la senda académica y no conoció ninguna lengua extranjera, a pesar de que el francés era imprescindible dentro de los círculos cultos de la época.
Flórez frecuentó los círculos intelectuales de la ciudad y fue amigo de dos grandes poetas de la época: Candelario Obeso y José Asunción Silva. Candelario era repudiado por la aristocracia bogotana por ser de raza negra y por rechazar los reglamentos impuestos por la Iglesia católica y la sociedad de la época.
En 1905 Flórez sale de Bogotá primero hacia la Costa Atlántica y luego a Caracas, en donde luego inició una gira poética por los países centroamericanos que se prolongó por dos años (1906-1907). Estando en México y dispuesto a regresar a Colombia, el general Reyes lo nombró segundo secretario de la Legación de Colombia en España, hacia donde partió en agosto de 1907.
Su libro Cardos y Lirios, así como su ovacionado poema La Araña, obtuvieron publicación en 1905 en Venezuela. Manojo de zarzas y Cesta de lotos fueron editados en 1906 en San Salvador, Fronda lírica, en Madrid en 1908, y Gotas de ajenjo en Barcelona en 1909. En febrero de 1909 Flórez regresó a Colombia, a la que saludó con un recital en Barranquilla; allí sufrió un quebranto de salud que lo llevaría más tarde a su muerte.

### Últimos años

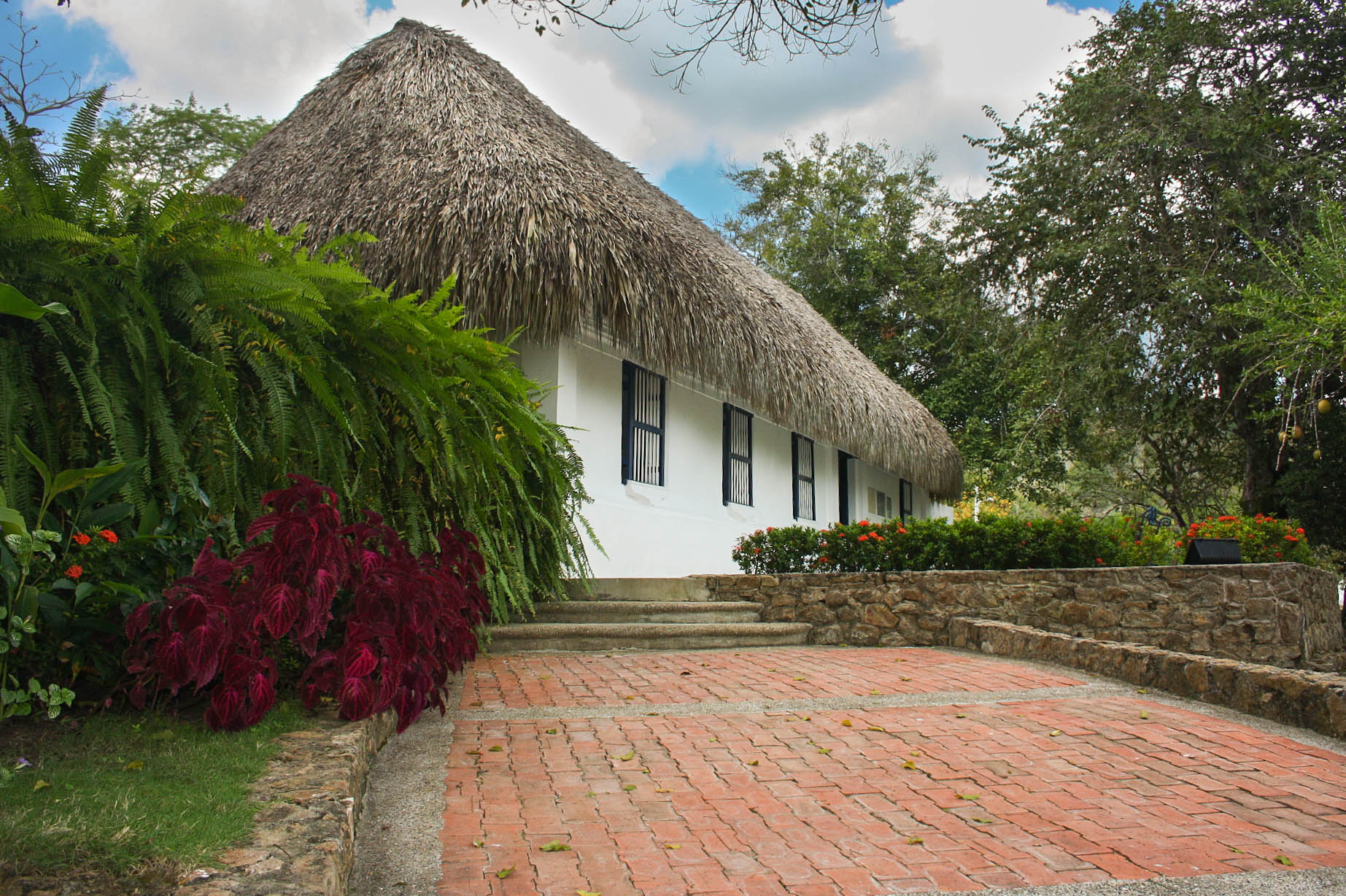
Inmueble Patrimonial Julio Flórez en Usiacurí, Atlántico, vivienda donde pasó sus últimos años de vida. Hoy dicha arquitectura está declarada formalmente como Bien de Interés Cultural de Usiacurí, el Atlántico y Colombia.

A su regreso en 1909 a Colombia, Flórez presentó un recital en Barranquilla, y luego se retiró al municipio de Usiacurí, en el departamento del Atlántico, a tomar una cura de sus aguas medicinales. En ese pueblo se enamoró de una colegiala de 14 años de edad, Petrona, con quien comenzó un idilio, quedándose a vivir en este sitio por el resto de su vida, salvo algunas salidas esporádicas para presentar recitales o por enfermedad. 
En la aldea de Usiacurí llevó una vida hogareña, al lado de su esposa Petrona y sus cinco hijos: Cielo, León Julio, Divina, Lira y Hugo Flórez Moreno. Para el mantenimiento de la familia, se dedicó a labores agrícolas y ganaderas a pequeña escala. En esa época le inició una enfermedad de la cual no se tiene certeza, pero se cree que se trató de un cáncer que le deformó el rostro afectándole la mandíbula izquierda y dificultándole el habla.

## Contexto histórico
Durante el siglo XIX, Colombia fue escenario de guerras civiles partidistas, anarquía y crisis socioeconómica. El país padeció nueve guerras civiles, catorce guerras locales, tres golpes militares, una conspiración frustrada y la guerra de los Mil Días (1899-1902). En este contexto histórico, caracterizado por una funesta crisis nacional, creció y creó su obra el poeta Julio Flórez. Tal marco histórico coincidió con el movimiento romántico que a finales del siglo XIX y principios del XX aún se mantenía en Colombia.
La última década del siglo XIX es considerada una década dorada para la literatura colombiana, y una de sus más fecundas. Entre las figuras más destacadas del momento estaban Rafael Núñez, Rufino José Cuervo, Marco Fidel Suárez, Miguel Antonio Caro, Antonio Gómez Restrepo, Rafael Pombo, Jorge Isaacs, José Manuel Marroquín, Clímaco Soto Borda, Jorge Reynolds Pombo y Candelario Obeso, entre otros. Este primer grupo era el de los tradicionalistas. De otro lado, un segundo grupo estaba conformado por Baldomero Sanín Cano, José Asunción Silva, Guillermo Valencia, entre otros. Este grupo estaba influenciado por Baudelaire, Verlaine, Mallarmé y D'Annunzio, y por los movimientos del Parnasianismo y el Simbolismo, y harían parte de lo que luego se llamaría Modernismo. Un  tercer grupo fue el de La Gruta Simbólica, a la que pertenecía Julio Flórez, y que no debía su nombre a que sus miembros fueran partidarios del Simbolismo, sino a que allí se discutían las implicaciones de dicho movimiento en la literatura del momento. Julio Flórez ha sido llamado «el último becqueriano» y «el último romántico», precisamente porque se mantuvo al margen del Modernismo. Para el escritor colombiano Octavio Amortegui, Flórez sólo siguió a la pléyade de los Románticos mayores, en especial a Víctor Hugo, pero siempre a su manera, porque quiso permanecer fiel a sí mismo.

## Obra literaria
Julio Flórez fue uno de los últimos poetas del Romanticismo en Colombia; Javier Ocampo aduce que «Flórez representa en Colombia e Hispanoamérica el Romanticismo tardío». En su época, se divulgaban en el mundo las nuevas tendencias literarias enmarcadas dentro del modernismo, el simbolismo y el parnasianismo; de esos movimientos surgieron los llamados «poetas malditos»; pero Flórez brillaba por su lirismo prolijo, por su exagerado escepticismo y su profunda sensibilidad que lo llevaban a veces a estampar lo patético y dramático en sus creaciones, lo cual, para su época y su escuela, eran requerimientos de consagración.
La producción poética de Julio Flórez se recoge en las siguientes colecciones, que aparecen registradas en orden cronológico:
1. Horas: (Bogotá, casa editorial J.J. Pérez, 1893).
2. Cardos y lírios: (Venezuela, Tipografía Herrera Irigoyen & Cía, 1905).
3. Cesta de lotos: (San Salvador, Imprenta Nacional, 1906).
4. Manojo de zarzas: (San Salvador, Imprenta Nacional, 1906).
5. Fronda lírica (Poemas): (Madrid, Balgañón y Moreno, 1908).
6. Gotas de ajenjo: (Barcelona, casa editorial Henrich y Cía, 1909).
7. Flecha Roja: (Cartagena, Talleres de Araujo. Sin fecha).[6]
8. «¡De pie los muertos!»: (Barranquilla, Tipografía Mogollón, 1917).
9. Fronda lírica (Poemas): (2.ª edición, Barranquilla, Tipografía Mogollón, 1922).
10. Oro y ébano: (Bogotá, editorial ABC, 1943. Obra póstuma).

Las poesías más destacadas Mis flores negras, La araña, Idilio eterno, Abstracciones, Resurecciones, La voz del río, Reto, Altas ternuras y Oh poetas, entre otras, son consideradas clásicos de la literatura colombiana. Además, se conocen otros 120 poemas sueltos, publicados en distintos periódicos y revistas nacionales e internacionales, y un poema inédito, en manuscrito, titulado: Amor mío! que reposa en la Casa Museo de Usiacurí. Allí se guardan también algunos manuscritos, en un cuaderno de apuntes fechado en 1901. Existe una melodía, de Mis flores negras, atribuida su composición musical a él mismo (Julio Flórez), muy difundida en Colombia y Latinoamérica.

## Apariencia física y personalidad

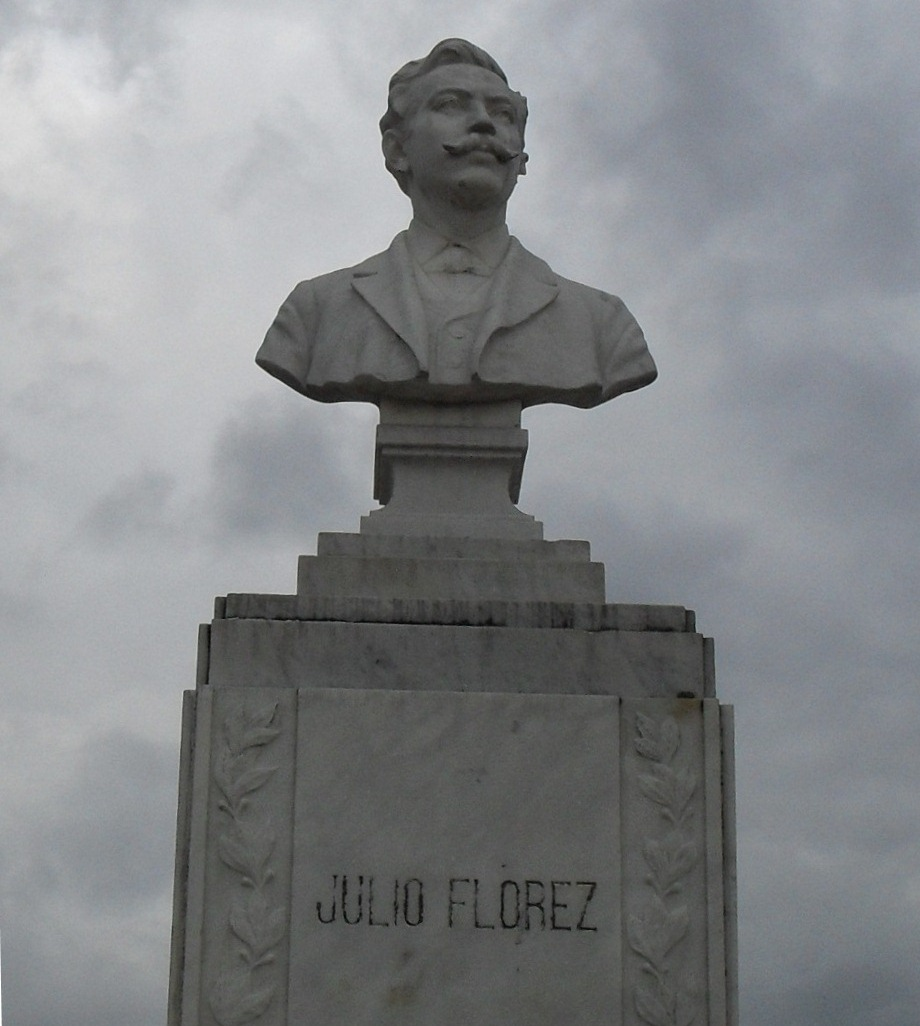
Busto de Julio Flórez en el parque de su mismo nombre en la ciudad de Chiquinquirá, su ciudad natal.

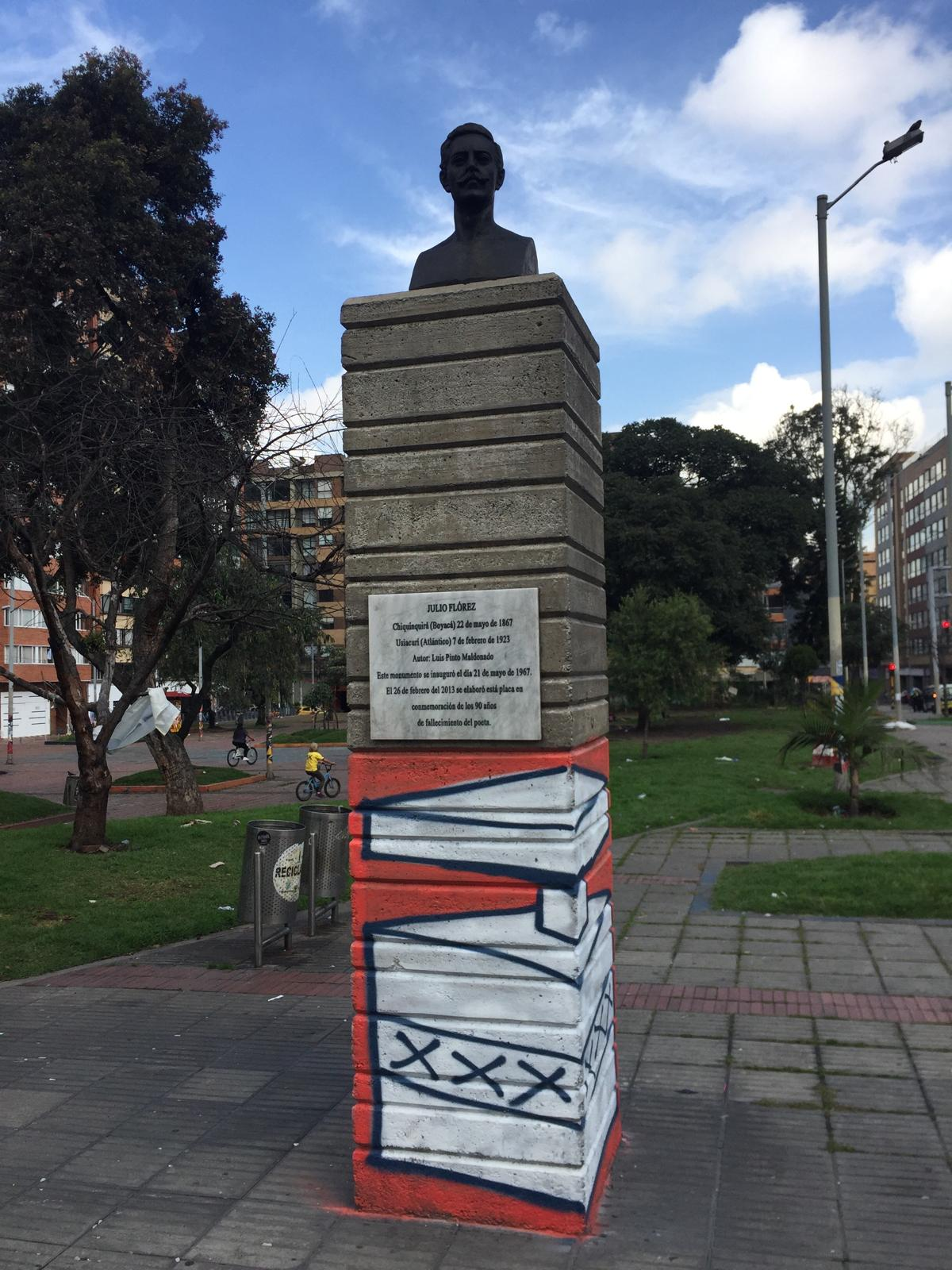
Busto de Julio Flórez en Bogotá, Colombia

Una de las descripciones más completas de la apariencia física y la personalidad de Julio Flórez es la que hace el escritor Octavio Amortegui: «Cuando me fue dado conocerle personalmente, en un pueblecillo de la Sabana de Bogotá, me expliqué ese extraño poder de sugestión privativo, ese algo misterioso que se lleva tras de sí las multitudes sin explicación plausible ni motivo fundamental. No era el Flórez de las fotografías. Al menos no el de las fotografías más conocidas. Era un hombre supremamente aristocrático. Tenía mucho del príncipe enlutado de la tragedia. Fuerte en su delgadez, más alto que bajo, negra como la endrina la media melena, tupidas las cejas y soñadores los ojos. Ojos alelados, ausentes y tristes, noblemente tristes, bajo los párpados pesados, quizá por lo gruesos, que daban a sus pupilas una cálida y brumosa lejanía crepuscular. Eran los labios sedientos bajo el bigote delgado y fino de Don Juan. Y entre la frente serenísima y el mentón, señoreando el rostro atezado y mate, la fuerte, sensitiva y tajante nariz. Esa perfecta nariz, tan difícil de encontrar -al decir de Tejada-, como un alma perfecta. Vestía un elegante gabán negro, ligeramente ajustado, por cuyas mangas asomaban las manos pulcras, nerviosas, elocuentísimas, del declamador sin igual, y se tocaba con un fino sombrero de jipijapa en forma de tirolés. Este fue el Flórez que yo conocí».
Otro testimonio de la apariencia física de Flórez es el de L. Cuberos Niño, quien lo vio por primera vez un día, cuando el poeta salía de la Librería Roa, en la calle 12, en Bogotá. Cuberos Niño lo describe de este modo: «Emocionadamente, fijos mis ojos en el autor de La araña y las Gotas de Ajenjo, Flórez tenía una de esas figuras que revelan inconfundiblemente al poeta, al bebedor de azul. En su faz de trazos finos y de una oliveña palidez moruna, los ojos negros y un poco rasgados brillaban plenos de pasión y melancolía, y bajo el fino bigote, cuidadosamente retorcido, la boca se contraía a veces en un rictus desdeñoso y amargo. El día que lo conocí iba tocado con su eterno sombrero de fieltro flojo, y llevaba puesto un gabán negro. En ese instante estaba en el apogeo de su gloria o, si queréis, de su popularidad. Se podría decir que Flórez fue objeto de un culto casi idolátrico. Sus estrofas estaban en todas las bocas, resonando en las serenatas callejeras, a la luz de la luna, y endulzando el oído de las enamoradas. Y los que entonces teníamos de catorce a veinte años, nos embriagábamos hasta el delirio con la absenta amarga que pródigamente nos brindaba en la copa de sus cantos».
El mismo autor habla acerca de la personalidad del poeta: «Flórez era un asocial, un bohemio impenitente al que sólo agradaba la compañía de espíritus fraternos, comprensivos, y que sólo se sentía a gusto junto a la mesa de una cantina, entre el humo de los cigarrillos y el tintinear de los vasos y botellas. Entre los recitadores de versos que yo he oído, ninguno comparable con Flórez, más de una vez, en los teatros, lo vi realizar el milagro de mantener a un público tres horas seguidas, suspenso de sus labios como de un hilo mágico, sin que en aquellos recitales se entremezclase con sus recitaciones ningún otro número diferente. Sabía poner en sus versos una emotividad tan honda, tan comunicativa, que habitualmente lograba ocultar sus deficiencias de forma, su pobreza de rima y la falta de novedad de las imágenes».